# Chevry-en-Sereine
Chevry-en-Sereine és un municipi francès, situat al departament del Sena i Marne i a la regió d'Illa de França. L'any 2007 tenia 451 habitants.
Forma part del cantó de Nemours, del districte de Provins i de la Comunitat de comunes del Pays de Montereau.

## Demografia

### Població
El 2007 la població de fet de Chevry-en-Sereine era de 451 persones. Hi havia 182 famílies, de les quals 46 eren unipersonals (27 homes vivint sols i 19 dones vivint soles), 54 parelles sense fills, 66 parelles amb fills i 16 famílies monoparentals amb fills.
La població ha evolucionat segons el següent gràfic:
Habitants censats

### Habitatges
El 2007 hi havia 257 habitatges, 185 eren l'habitatge principal de la família, 60 eren segones residències i 12 estaven desocupats. 250 eren cases i 5 eren apartaments. Dels 185 habitatges principals, 163 estaven ocupats pels seus propietaris, 16 estaven llogats i ocupats pels llogaters i 6 estaven cedits a títol gratuït; 1 tenia una cambra, 8 en tenien dues, 34 en tenien tres, 60 en tenien quatre i 82 en tenien cinc o més. 156 habitatges disposaven pel capbaix d'una plaça de pàrquing. A 68 habitatges hi havia un automòbil i a 107 n'hi havia dos o més.

### Piràmide de població
La piràmide de població per edats i sexe el 2009 era:
| Homes | Edats   | Dones |
| ----- | ------- | ----- |
| 0     | 95 o +  | 0     |
| 0     | 90 a 94 | 0     |
| 0     | 85 a 89 | 4     |
| 4     | 80 a 84 | 4     |
| 0     | 75 a 79 | 0     |
| 4     | 70 a 74 | 16    |
| 4     | 65 a 69 | 8     |
| 16    | 60 a 64 | 12    |
| 12    | 55 a 59 | 12    |
| 20    | 50 a 54 | 4     |
| 32    | 45 a 49 | 28    |
| 16    | 40 a 44 | 28    |
| 16    | 35 a 39 | 12    |
| 20    | 30 a 34 | 16    |
| 8     | 25 a 29 | 0     |
| 8     | 20 a 24 | 16    |
| 16    | 15 a 19 | 32    |
| 28    | 10 a 14 | 12    |
| 16    | 5 a 9   | 12    |
| 24    | 0 a 4   | 4     |

## Economia
El 2007 la població en edat de treballar era de 299 persones, 234 eren actives i 65 eren inactives. De les 234 persones actives 208 estaven ocupades (114 homes i 94 dones) i 27 estaven aturades (12 homes i 15 dones). De les 65 persones inactives 22 estaven jubilades, 21 estaven estudiant i 22 estaven classificades com a «altres inactius».

### Ingressos
El 2009 a Chevry-en-Sereine hi havia 196 unitats fiscals que integraven 507 persones, la mediana anual d'ingressos fiscals per persona era de 22.628 €.

### Activitats econòmiques
Dels 18 establiments que hi havia el 2007, 1 era d'una empresa de fabricació d'altres productes industrials, 2 d'empreses de construcció, 6 d'empreses de comerç i reparació d'automòbils, 5 d'empreses de serveis, 1 d'una entitat de l'administració pública i 3 d'empreses classificades com a «altres activitats de serveis».
Dels 2 establiments de servei als particulars que hi havia el 2009, 1 era un taller de reparació d'automòbils i de material agrícola i 1 lampisteria.
L'any 2000 a Chevry-en-Sereine hi havia 16 explotacions agrícoles que ocupaven un total de 909 hectàrees.

## Equipaments sanitaris i escolars
El 2009 hi havia una escola elemental integrada dins d'un grup escolar amb les comunes properes formant una escola dispersa.

## Poblacions més properes
El següent diagrama mostra les poblacions més properes.